# Volejbol'nyj klub Džynestra
Il Volejbol'nyj klub Džynestra è una società pallavolistica ucraina femminile con sede ad Odessa, militante nel massimo campionato ucraino, la Superliha.

## Storia
Il Volejbol'nyj klub Džynestra viene fondato nel 1951, col nome di Iskra Odessa. Già nel 1954, però, cambia denominazione in Burevestnik Odessa. A dieci anni dalla sua fondazione, il Burevestnik vince la Premjer-Liga sovietica. Questa vittoria consente al club di partecipare alla Coppa dei Campioni della stagione successiva, che lo vede trionfare. Tuttavia, nella stessa stagione, in campionato ottiene solo il terzo posto, risultato bissato nove anni dopo.
Tra il 1973 ed il 1989 il club cambia nuovamente di denominazione in Medin Odessa. Questi anni rivelano particolarmente prolifici dal punto di vista delle vittorie, il Medin si aggiudica per tre volte la Coppa dell'Unione Sovietica e vince la Coppa delle Coppe nel 1983. In campionato, invece, ottiene solo qualche piazzamento importante: classificandosi al secondo posto, sempre nel 1983, e a terzo posto, nel 1982 e nel 1984.
Tra il 1989 ed il 1993 il club assume il nome di Janvarka-Krajan Odessa, ma senza ottenere grandi risultati, per poi passare a Dinamo-Dženestra Odessa nel decennio successivo. Dopo la dissoluzione dell'Unione Sovietica, il club fatica a trovare i risultati di un tempo; solo nelle prime stagioni degli anni duemila la Dinamo-Dženestra Odessa è tornata alla vittoria, aggiudicandosi quattro edizioni consecutive della I Liga ucraina e tre edizioni, sempre consecutive, della Coppa dell'Ucraina.
Nel 2003 il club cambia per l'ennesima volta nome, passando a Dženestra Odessa, per poi assumere la denominazione attuale, Džinestra Odessa, nel 2005. Nonostante i cambiamenti, il Džinestra disputa altre quattro finali di campionato, perdendole tutte, e partecipa a diverse competizioni europee, senza ottenere grandi risultati. Solo nel 2010 torna a trionfare, vince la sua quarta Coppa dell'Ucraina.

## Denominazioni precedenti
- 1951-1954 Iskra Odessa
- 1954-1973 Burevestnik Odessa
- 1973-1989 Medin Odessa
- 1989-1993 Janvarka-Krajan Odessa
- 1993-2003 Dinamo-Dženestra Odessa
- 2003-2005 Dženestra Odessa

## Palmarès
- Campionato sovietico: 1

1960-61
- Campionato ucraino: 4

2000-01, 2001-02, 2002-03, 2003-04
- Coppa dell'Unione Sovietica: 3

1973-74, 1980-81, 1982-83
- Coppa d'Ucraina: 4

2000-01, 2001-02, 2002-03, 2009-10
- Coppa dei Campioni: 1

1961-62
- Coppa delle Coppe: 1

1982-83